# Saint-Genix-sur-Guiers
Saint-Genix-sur-Guiers és un municipi francès situat al departament de la Savoia i a la regió d'Alvèrnia-Roine-Alps. L'any 2007 tenia 2.133 habitants.

## Demografia

### Població
El 2007 la població de fet de Saint-Genix-sur-Guiers era de 2.133 persones. Hi havia 911 famílies de les quals 330 eren unipersonals (145 homes vivint sols i 185 dones vivint soles), 251 parelles sense fills, 255 parelles amb fills i 75 famílies monoparentals amb fills.
La població ha evolucionat segons el següent gràfic:
Habitants censats

### Habitatges
El 2007 hi havia 1.135 habitatges, 935 eren l'habitatge principal de la família, 116 eren segones residències i 84 estaven desocupats. 739 eren cases i 342 eren apartaments. Dels 935 habitatges principals, 543 estaven ocupats pels seus propietaris, 374 estaven llogats i ocupats pels llogaters i 19 estaven cedits a títol gratuït; 47 tenien una cambra, 84 en tenien dues, 156 en tenien tres, 230 en tenien quatre i 418 en tenien cinc o més. 532 habitatges disposaven pel capbaix d'una plaça de pàrquing. A 459 habitatges hi havia un automòbil i a 337 n'hi havia dos o més.

### Piràmide de població
La piràmide de població per edats i sexe el 2009 era:
| Homes | Edats   | Dones |
| ----- | ------- | ----- |
| 0     | 95 o +  | 4     |
| 4     | 90 a 94 | 32    |
| 12    | 85 a 89 | 44    |
| 12    | 80 a 84 | 44    |
| 52    | 75 a 79 | 68    |
| 40    | 70 a 74 | 40    |
| 56    | 65 a 69 | 52    |
| 52    | 60 a 64 | 60    |
| 44    | 55 a 59 | 56    |
| 48    | 50 a 54 | 56    |
| 52    | 45 a 49 | 36    |
| 72    | 40 a 44 | 56    |
| 64    | 35 a 39 | 76    |
| 52    | 30 a 34 | 52    |
| 48    | 25 a 29 | 32    |
| 56    | 20 a 24 | 36    |
| 44    | 15 a 19 | 44    |
| 60    | 10 a 14 | 44    |
| 80    | 5 a 9   | 56    |
| 28    | 0 a 4   | 36    |

## Economia
El 2007 la població en edat de treballar era de 1.241 persones, 912 eren actives i 329 eren inactives. De les 912 persones actives 836 estaven ocupades (450 homes i 386 dones) i 77 estaven aturades (26 homes i 51 dones). De les 329 persones inactives 120 estaven jubilades, 92 estaven estudiant i 117 estaven classificades com a «altres inactius».

### Ingressos
El 2009 a Saint-Genix-sur-Guiers hi havia 965 unitats fiscals que integraven 2.168 persones, la mediana anual d'ingressos fiscals per persona era de 17.515 €.

### Activitats econòmiques
Dels 116 establiments que hi havia el 2007, 2 eren d'empreses extractives, 5 d'empreses alimentàries, 2 d'empreses de fabricació de material elèctric, 7 d'empreses de fabricació d'altres productes industrials, 16 d'empreses de construcció, 28 d'empreses de comerç i reparació d'automòbils, 4 d'empreses de transport, 8 d'empreses d'hostatgeria i restauració, 3 d'empreses financeres, 2 d'empreses immobiliàries, 19 d'empreses de serveis, 13 d'entitats de l'administració pública i 7 d'empreses classificades com a «altres activitats de serveis».
Dels 27 establiments de servei als particulars que hi havia el 2009, 1 era una gendarmeria, 1 oficina de correu, 1 una oficina bancària, 1 funerària, 4 tallers de reparació d'automòbils i de material agrícola, 2 paletes, 2 guixaires pintors, 1 fusteria, 4 lampisteries, 2 electricistes, 1 perruqueria, 1 agència de treball temporal, 4 restaurants, 1 agència immobiliària i 1 saló de bellesa.
Dels 13 establiments comercials que hi havia el 2009, 1 era un supermercat, 2 botiges de menys de 120 m², 2 fleques, 2 carnisseries, 1 una llibreria, 3 botigues de roba, 1 una sabateria i 1 una perfumeria.
L'any 2000 a Saint-Genix-sur-Guiers hi havia 27 explotacions agrícoles que ocupaven un total de 744 hectàrees.

## Equipaments sanitaris i escolars
Els 2 equipaments sanitaris que hi havia el 2009 eren farmàcies.
El 2009 hi havia 1 escola maternal i 2 escoles elementals. Saint-Genix-sur-Guiers disposava d'un col·legi d'educació secundària amb 448 alumnes.

## Poblacions més properes
El següent diagrama mostra les poblacions més properes.